# ویتولد گی‌یرش
ویتولد گی‌یرش (لهستانی: Witold Giersz؛ زادهٔ ۲۶ فوریهٔ ۱۹۲۷) یک کارگردان فیلم اهل لهستان است.
از فیلم‌ها یا مجموعه‌های تلویزیونی که وی در آن‌ها نقش داشته‌است می‌توان به «اسب» (۱۹۶۷) اشاره نمود.